# Paratiberioides mirabilis
Paratiberioides mirabilis is een keversoort uit de familie Passalidae. De wetenschappelijke naam van de soort is voor het eerst geldig gepubliceerd in 1994 door Iwase.